# Håkøybotn
Håkøybotn est une localité du comté de Troms, en Norvège.

## Géographie
Administrativement, Håkøybotn fait partie de la kommune de Tromsø.